# Gordon Churchill
Gordon Minto Churchill PC DSO (* 8. November 1898 in Coldwater, Ontario; † 3. August 1985 in Vancouver) war ein kanadischer Rechtsanwalt und Politiker der Progressiv-konservativen Partei Kanadas, der Abgeordneter des Unterhauses sowie mehrmals Minister war.

## Leben

### Teilnahme am Ersten und Zweiten Weltkrieg
Churchill begann nach dem Besuch der Grundschule sowie der High School in Port Arthur sowie des United College in Winnipeg und der Brandon Normal School ein Studium an der University of Manitoba, das er jedoch während des Ersten Weltkrieges unterbrach, um zwischen 1916 und 1919 seinen Militärdienst als Maschinengewehrschütze in der Canadian Army abzuleisten. Während dieser Zeit wurde er als Angehöriger der 13th Vickers Machine Gun Company und des 1st Machine Gun Battalion für die Canadian Expeditionary Force (CEF) in Frankreich eingesetzt.
Nach Kriegsende setzte er sein Studium fort und schloss dieses mit einem Master of Arts (M.A.) ab. Anschließend war er als Lehrer sowie zwischen 1928 und 1938 als Schulleiter der McKenzie School in Dauphin tätig.
Während des Zweiten Weltkrieges trat er 1939 als Hauptmann seinen Militärdienst wieder an und diente zunächst im Panzertruppenregiment The Fort Garry Horse, ehe er anschließend von Januar 1942 bis Januar 1943 stellvertretender Kommandeur der 12th Manitoba Dragoons war. Nach einer darauf folgenden Verwendung als Vize-Kommandeur des Elgin Regiment war er nach seiner Beförderung zum Oberstleutnant im Oktober 1944 zuletzt zwischen 1944 und 1945 Kommandeur des 1st Canadian Armoured Carrier Regiment in Nordwesteuropa und dann für kurze Zeit Dekan des Khaki College. Für seine militärischen Verdienste wurde er mit dem Distinguished Service Order (DSO) ausgezeichnet.
Nach Kriegsende begann er ein Studium der Rechtswissenschaften an der University of Manitoba, welches er mit einem Bachelor of Laws (LL.B.) beendete. Nach seiner anwaltlichen Zulassung 1950 war er als Barrister tätig.
Zeitgleich wurde er am 15. Oktober 1945 als unabhängiger Vertreter der Armee zum Mitglied der Legislativversammlung von Manitoba gewählt und gehörte dieser für eine Legislaturperiode bis zum 9. November 1949 an.

### Unterhausabgeordneter und Minister
Bei der Unterhauswahl vom 27. Juni 1949 kandidierte er im Wahlkreis Winnipeg South Centre erfolglos für ein Abgeordnetenmandat im Unterhaus, wurde aber bei einer Nachwahl in diesem Wahlkreis am 25. Juni 1951 erstmals als Abgeordneter in das Unterhaus gewählt und gehörte diesem bis zur Unterhauswahl am 28. Juni 1968. Zuletzt gehörte er nach seinem Austritt aus der Progressiv-konservativen Partei seit dem 27. Februar 1968 als Parteiloser dem Unterhaus an.
Am 21. Juni 1957 wurde er von Premierminister John Diefenbaker, den er bei dessen Wahl zum Vorsitzenden der Progressiv-konservativen Partei am 14. Dezember 1956 unterstützt hatte, zum Minister für Handel und Gewerbe in das 18. kanadische Kabinett berufen und bekleidete diese Funktion bis zum 10. Oktober 1960. In dieser Funktion leitete er mehrere Handelsdelegationen bei Konferenzen des Commonwealth of Nations.
Im Rahmen einer Kabinettsumbildung wurde er am 11. Oktober 1960 Minister für Veteranenangelegenheiten, ehe er zuletzt am 12. Februar 1963 von Diefenbaker zum Minister für Nationale Verteidigung berufen wurde. Dieses Ministeramt bekleidete er bis zum Ende von Diefenbakers Amtszeit am 21. April 1963.
Daneben war er vom 14. Januar 1960 bis zum 5. Februar 1963 als Vorsitzender der Fraktion der Progressiv-konservativen Partei zugleich Führer der Regierungsmehrheit im Unterhaus. Nach der Wahlniederlage seiner Partei bei der Unterhauswahl 1963 übernahm er wiederum das Amt des Fraktionsvorsitzenden und war damit Führer der Opposition im Unterhaus.
Für seine anwaltlichen Verdienste wurde er 1962 zum Kronanwalt (Queen’s Counsel) ernannt und 1976 mit einem Ehrendoktor der University of Winnipeg ausgezeichnet.